# Terminal Node Controller

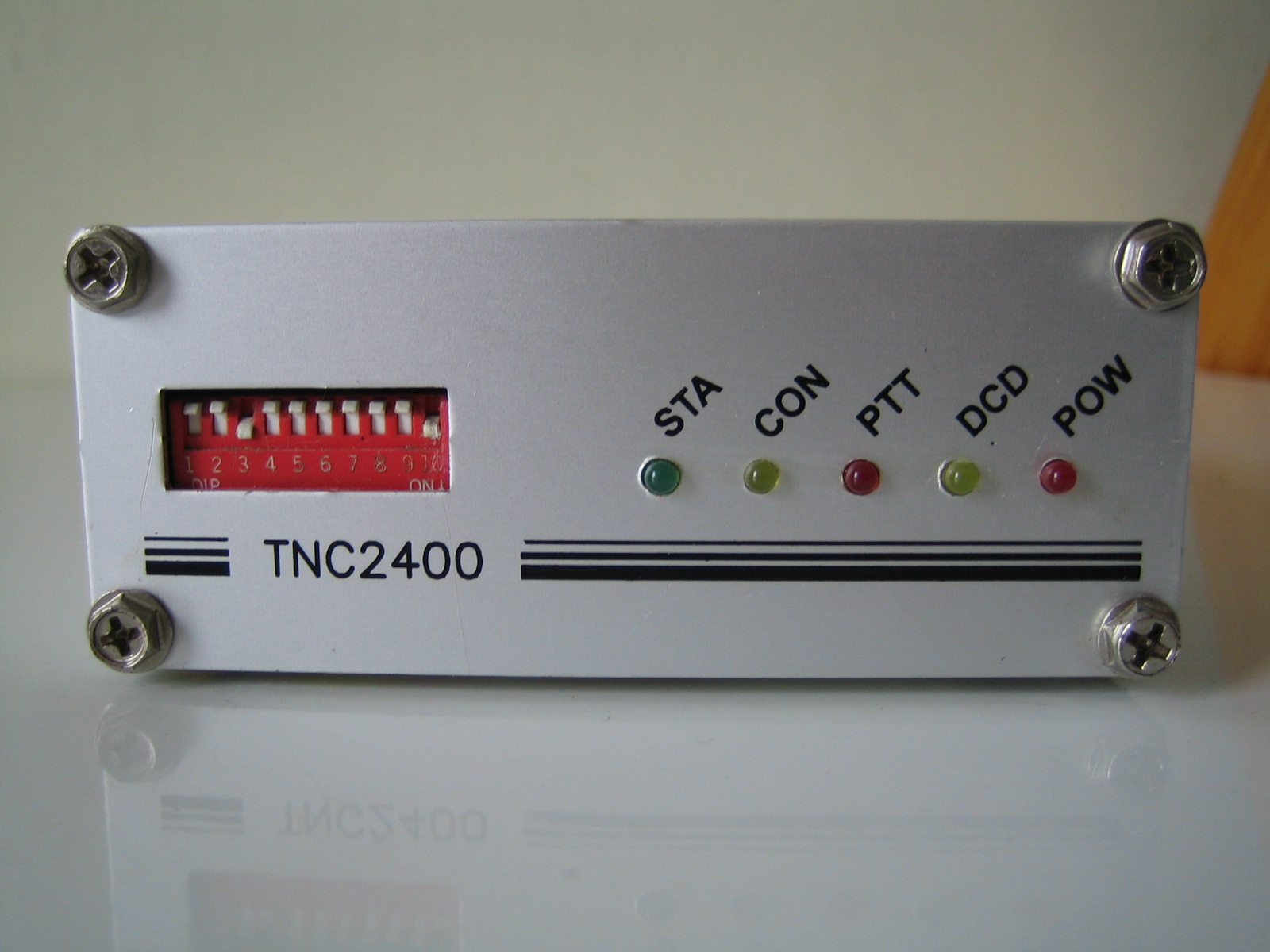
Terminal Node Controller 2400 (Packet-Radio-Modem)

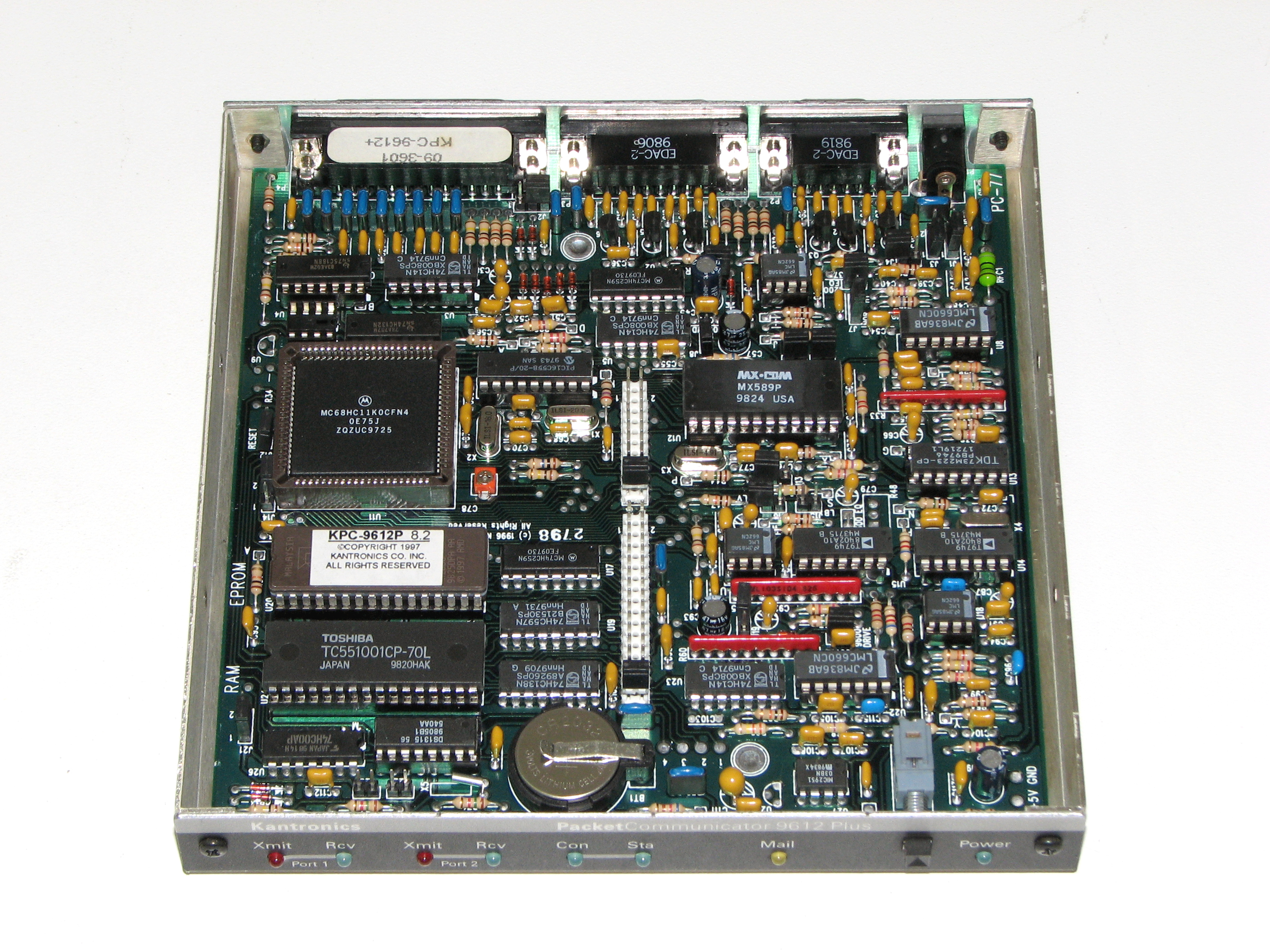
Kantronics 9612+

Als Terminal Node Controller (TNC)  bezeichnet man ein Modem für den Packet-Radio-Betrieb im Amateurfunk. Er stellt die Verbindung zwischen Rechner und Funkgerät her und wird mit der seriellen Schnittstelle oder parallelen Schnittstelle und dem Mikrofon- und Lautsprecheranschluss des Funkgeräts verbunden.
Darüber hinaus ist noch eine Betriebsspannung notwendig, meist über einen Stecker zugeführte Gleichspannung, in Ausnahmefällen wie beim TNC1 auch direkt die Netzwechselspannung.

## Entwicklung bei der TAPR
Die TAPR (Tucson Amateur Packet Radio Corp.) entwickelte 1983 eine Rechnerkarte 'TNC1', (TNC = Terminal Node Controller), welche die Daten in dem AX.25-Protokoll senden und empfangen konnte. Mit der Weiterentwicklung, dem TNC2 1985, begann die schnelle Entwicklung der Betriebsart Packet-Radio in Deutschland. Das Prinzip von Packet Radio wurde auch bei später entwickelten Betriebsarten eingesetzt, z. B. APRS.
Der Teil des TNCs, der die Datenpakete zusammenstellt, beziehungsweise wieder unter Beachtung der korrekten Prüfsumme zerlegt, wird auch PAD (Packet Assembler and Disassembler) genannt. Der PAD im TNC ist ein kleiner eigenständiger Rechner. Dieser besteht aus einem Mikroprozessor, einem ROM, in welchem die Firmware (TF/TAPR etc.) gespeichert ist, einem batteriegepufferten RAM, in dem die Parametereinstellungen, die empfangenen und die zu sendenden Daten gespeichert werden, sowie einem Schnittstellenbaustein, der die Ankopplung an Terminal und Modem erledigt, zusätzlichen Logikbausteinen sowie meist auch einem Modem. Der PAD setzt die vom Computer seriellen (RS232 oder USB) gelieferten Signale (meist wird das Protokoll AX.25 genutzt) in einen digitalen Code (meist NRZI) um. Damit der digitale Code (bestehend aus logischen Nullen und Einsen) auch über das analoge Funkgerät gesendet werden kann, wird er mit Hilfe des Modems moduliert.

## Weiterentwicklungen
Es folgten verschiedene Weiterentwicklungen des TNC2, der die direkte Verbindung von nur einem Funkgerät mit einem Computer ermöglichte.
1993 wurde in Deutschland das TNC3S entwickelt, mit dem es nun möglich war zwei Funkgeräte von einem Computer steuern zu lassen. Die Rechenleistung des TNC3S war sogar für den Aufbau eines Packet-Radio-Netzknotens (Digipeater) ausreichend, so dass der Computer als zentrale Einheit des Digipeaters abgelöst werden konnte. Das TNC31 ist die kleine Version des TNC3 mit nur einem Modemsteckplatz.
Als nächster Schritt wurde 1997 in Deutschland der TNC4E entwickelt, der nun den Anschluss von drei Funkgeräten vorsah und zur Kommunikation mit Computer und anderen TNC4Es einen Ethernet-Anschluss integriert hatte. Die verwendeten Chips zum Bau des TNC4E sind Motorola MC68EN302PV20 und den MC68160FB. Die Modems von Symek beziehungsweise DK9SJ ermöglichen Baudrates bis 614 kbit/s. Die Software beim TNC4 ist XNet und wird von DL1GJI auf Basis von TCP/IP (siehe auch Internetprotokollfamilie) weiterentwickelt.
Als letzte bekannte Weiterentwicklung gilt der DLC7. Der DLC7 ist ein Dual Port Controller (oft auch Dual-Link-Controller oder Data-Link-Controller genannt) und der leistungsfähigste Ethernet-TNC auf dem Markt. Mit seinen zwei HDLC Ports von je 10 MBit/s können schnelle Linkstrecken oder Userzugänge realisiert werden. Als Kern ist ein 32Bit ARM7 RISC Prozessor mit ca. 50 MHz Taktfrequenz verbaut. Der interne SDRAM-Arbeitsspeicher umfasst 32 MB. Als externer Speicher, z. B. für Software, Konfigurationsdateien oder Mailboxdaten, kann eine CF-Karte eingesteckt werden. Üblicherweise werden 512 MB bis 1 GB verwendet, es können auch bis 4 GB verwendet werden. Als Schnittstellen gibt es zwei interne HDLC-Steckplätze für ein Dual-Port-Modem DM307 (4800 Baud – 307200 Baud), bis zu zwei COM-Schnittstellen für weitere Modems und eine 10/100 Mbit/s Ethernet-Schnittstelle zum Anschluss an ein Netzwerk oder weiteren DLC-Link Controllern. Diese Link-Controller sind abgespeckte DLC7 mit 16 MB SDRAM und ohne CF-Kartenslot, bieten aber zwei weitere HDLC Steckplätze für das Dual-Port-Modem DM307. Somit können leistungsfähige und stromsparende Digipeater mit schnellen Linkverbindungen aufgebaut werden. Als Steuersoftware eignet sich XNET ab Version 1.39 Beta.

## Modulationsverfahren
Modems für die Modulationsarten AFSK, FSK, und GMSK sind in den TNC2 eingebaut bzw. als Steckkarten für TNC3 und TNC4 verfügbar. Alle gängigen Übertragungsverfahren verwenden einfache FM-modulierte Sender, die an den Terminal Node Controller bzw. an dessen Modem angeschlossen werden.
Manche Modems sind für lineare Modulationsarten (QPSK) geeignet, im Gegensatz zu FM-Modulation haben diese Signale aber keine konstante Hüllkurve und erfordert lineare Signalverstärker im Sender und entsprechende Empfänger (ohne Begrenzer).
| Technische Daten | TNC2 / TNC21             | TNC3                                | TNC31                                 | TNC4e                       | DLC7                   |
| ---------------- | ------------------------ | ----------------------------------- | ------------------------------------- | --------------------------- | ---------------------- |
| Prozessorkern:   | Z80 CPU + Z80 SIO, 5 MHz | MC68302, 16bit, 14 MHz              | MC68302, 8bit, 14 MHz                 | MC68EN302, 16bit, 20 MHz    | 32bit RISC ARM7 50 MHz |
| ROM / RAM:       | 32k EPROM + 32k SRAM     | 256k-1 Mbyte Flash + 256k-2 MB SRAM | 128–512 kbyte Flash + 128–512 kB SRAM | 1 Mbyte Flash + 1–4 MB SRAM | 4 Mbyte 16bit Flash    |
| Schnittstellen:  |                          |                                     |                                       |                             | Dataflashinterface     |
|                  | 1 × HDLC (19kbit/s)      | 2 × HDLC (1,2Mbit/s)                | 1 × HDLC (1,2Mbit/s)                  | 3 × HDLC (1,2Mbit/s)        | 2 × HDLC (10Mbit/s)    |
|                  | 1 × RS232                | 1 × RS232                           | 1 × RS232                             | 1 × RS232, 1 × DCF77        | 2 × RS232              |
|                  |                          |                                     |                                       | 10Mbit/s Ethernet           | 10/100Mbit/s Ethernet  |
| Bussystem:       |                          |                                     |                                       |                             | I²C-Bus                |
| Kartenformat:    | meist 100 × 160mm        | 120 × 170mm                         | 120 × 100mm                           | 120 × 180mm                 | Eurokarte 100 × 160mm  |

## Schnittstellen
Mittlerweile (2012) haben sich als Quasi-Standard zur Verbindung zwischen Transceiver und TNC 6-polige Mini-DIN-Verbindungen etabliert. Beim Icom IC-910H beispielsweise ist als Belegung angegeben:
| Pin | Bezeichnung      | Belegung                                  |
| --- | ---------------- | ----------------------------------------- |
| 1   | DATA IN (MOD)    | Datensignal Eingang (1200 und 9600 bit/s) |
| 2   | GND              | Masse                                     |
| 3   | PTT              | Push to talk – Sendeschalter              |
| 4   | DATA OUT (DEMOD) | Datensignal Ausgang 9600 bit/s            |
| 5   | AF OUT (SPKR)    | NF-(Niederfrequenz-)Ausgang (1200 bit/s)  |

Die Signalrichtungen sind aus Sicht des Funkgerätes benannt.
Für die Kommunikation zwischen TNC und PC wird RS232 verwendet, zum Teil auch eingekapselt in USB über die CDC-Klasse als virtuelle serielle Schnittstelle.